# Gynoplistia albicincta
Gynoplistia albicincta là một loài ruồi trong họ Limoniidae. Chúng phân bố ở miền Australasia.